# Janusz Garbacz
Janusz Stanisław Garbacz (ur. 1 października 1928 w Ostrowie Wielkopolskim, zm. 10 lutego 2016) – polski urzędnik, działacz komunistyczny, chemik, przewodniczący prezydium Miejskiej Rady Narodowej w Ostrowie Wielkopolskim w latach 1969–1973.

## Życiorys
Syn Stanisława, przed wojną radnego miejskiego związanego z obozem sanacji, i Władysławy, de domo Kałużyńskiej. Uczył się w Szkole Powszechnej im. Tadeusza Kościuszki. W czasie II wojny światowej Niemcy pozbawili jego rodzinę domu. Od 1942 pracował jako pomocnik elektromontera, równocześnie ucząc się na tajnych kompletach. W 1944 skierowany do robót przymusowych w Lubrańcu. Po powrocie do rodzinnego miasta aresztowany przez Gestapo w listopadzie 1944, uratowany wkroczeniem Armii Czerwonej w styczniu 1945.
W 1946 ukończył I Państwowe Gimnazjum i Liceum Męskie w Ostrowie Wielkopolskim. Po maturze zaczął studiować chemię na Uniwersytecie Poznańskim, utrzymując się z pracy nauczyciela fizyki w Kościanie. Na studiach należał do Związku Młodzieży Polskiej. Dyplom uzyskał w 1952. Skierowany do pracy w przemyśle filmowym: początkowo w wytwórni w Łodzi, a od 1959 we Wrocławiu. W tym samym roku wrócił do rodzinnego miasta. Pracował w Chemicznej Spółdzielni Pracy, uczył chemii w swojej szkole średniej i liceum ekonomicznym. Został dyrektorem Miejskiego Przedsiębiorstwem Przemysłu Terenowego, a w 1967 Zakładów Automatyki Przemysłowej.
Członek Polskiej Zjednoczonej Partii Robotniczej od 1961. W latach 1961–1967 działał w ośrodku propagandy komitetu powiatowego PZPR. W 1969 Miejska Rada Narodowa w Ostrowie Wielkopolskim wybrała go na przewodniczącego prezydium. Został też członkiem egzekutywy komitetu powiatowego partii. Jako szef lokalnej administracji państwowej musiał borykać się ze skutkami fiaska planu pięcioletniego.

Jakkolwiek wszyscy zdajemy sobie sprawę, iż rozwój produkcyjnych dziedzin naszego miasta daleko wyprzedził rozwój dziedzin socjalno-bytowych, a więc szczególnie odczuwalnych przez społeczeństwo, to jednak w roku 1970 nie nastąpiły, bo nie mogły w ówczesnych warunkach nastąpić, żadne zmiany na lepsze. Niedoinwestowana gospodarka miejska nie  może należycie zaspokoić potrzeb ludności.

W 1973 zrezygnował z kierowania prezydium MRN i zaczął pracę w odazotowni gazu w Odolanowie. Został biegłym sądowym w zakresie chemii (do 1997). W 1982 przeszedł na emeryturę, odznaczono go wówczas Krzyżem Kawalerskim Orderu Odrodzenia Polski. Od 1985 stał na czele ostrowskich struktur Patriotycznego Ruchu Odrodzenia Narodowego.
Zmarł 10 lutego 2016. Spoczął na ostrowskim cmentarzu przy ul. Bema.

## Życie prywatne
W 1955 ożenił się z Heleną, de domo Stawicką. Mieli dwóch synów: Jarosława (ur. 1956) i Przemysława (ur. 1959).